# Calochilus paludosus
Calochilus paludosus är en orkidéart som beskrevs av Robert Brown. Calochilus paludosus ingår i släktet Calochilus och familjen orkidéer. Inga underarter finns listade i Catalogue of Life.